# 고자키정
고자키정(일본어: 神崎町 고자키마치[*])은 일본 지바현 가토리군의 정이다.

## 역사
- 1955년 2월 11일 - 고자키정과 요네자와촌이 합병해 고자키촌이 되었다.

## 인구
| 연도 | 인구  | ±%     |
| ---- | ----- | ------ |
| 1920 | 4,759 | —      |
| 1930 | 4,981 | +4.7%  |
| 1940 | 4,949 | −0.6%  |
| 1950 | 6,387 | +29.1% |
| 1960 | 5,857 | −8.3%  |
| 1970 | 5,381 | −8.1%  |
| 1980 | 5,645 | +4.9%  |
| 1990 | 5,620 | −0.4%  |
| 2000 | 6,747 | +20.1% |
| 2010 | 6,450 | −4.4%  |

## 교통

### 철도
- 동일본 여객철도 나리타선

### 도로
- 겐오 자동차도
- 국도 356호선